# UAE Pro League
UAE Football League (UFL) este principala competiție fotbalistică și ligă profesionistă de fotbal din Emiratele Arabe Unite. Competiția a fost fondată în 1973, iar pentru sezonul 2009-10 a fost redenumită în Premier Division.
În sezonul 1990-91 nicio echipă nu a câștigat trofeul deoarece competiția a fost întreruptă de Războiul din Golf.

## Echipele sezonului 2021-2022
Notă: Lista cluburilor în ordine alfabetică.
| Club           | Oraș                   | Stadion                              | Capacitate |
| -------------- | ---------------------- | ------------------------------------ | ---------- |
| Ajman          | Ajman                  | Ajman Stadium                        | 5.537      |
| Al Ain         | Al-Ain                 | Hazza Bin Zayed Stadium              | 22.965     |
| Al Dhafra      | Madinat Zayed          | Al Dhafra Stadium                    | 5.020      |
| Al Jazira      | Abu Dhabi (Al Nahyan)  | Mohammad Bin Zayed Stadium           | 42.056     |
| Al Nasr        | Dubai (Oud Metha)      | Al-Maktoum Stadium                   | 15.058     |
| Al Urooba      | Qidfa / Mirbah         | Al Sharqi Stadium                    | 3.000      |
| Al Wahda       | Abu Dhabi (Al Nahyan)  | Al Nahyan Stadium                    | 12.201     |
| Al Wasl        | Dubai (Zabeel)         | Zabeel Stadium                       | 8.439      |
| Baniyas        | Abu Dhabi (Al Shamkha) | Baniyas Stadium                      | 10.000     |
| Emirates       | Ras Al Khaimah         | Emirates Club Stadium                | 5.200      |
| Kalba          | Kalba                  | Ittihad Kalba Stadium                | 8.500      |
| Khor Fakkan    | Khor Fakkan            | Saqr bin Mohammad al Qassimi Stadium | 7.500      |
| Shabab Al Ahli | Dubai (Deira)          | Rashid Stadium                       | 12.052     |
| Sharjah        | Sharjah                | Sharjah Stadium                      | 20.000     |

## Lista campionilor
Urmează lista câștigătorilor campionatului începând cu 1973-74.
| - 1973-74: Al-Sharjah - 1974-75: Al-Ahli - 1975-76: Al-Ahli - 1976-77: Al-Ain - 1977-78: Al-Nasr - 1978-79: Al-Nasr - 1979-80: Al-Ahli - 1980-81: Al-Ain - 1981-82: Al-Wasl - 1982-83: Al-Wasl - 1983-84: Al-Ain - 1984-85: Al-Wasl - 1985-86: Al-Nasr - 1986-87: Al-Sharjah - 1987-88: Al-Wasl - 1988-89: Al-Sharjah - 1989-90: Al-Shabab - 1990-91: Fără campion - 1991-92: Al-Wasl | - 1992-93: Al-Ain - 1993-94: Al-Sharjah - 1994-95: Al-Shabab - 1995-96: Al-Sharjah - 1996-97: Al-Wasl - 1997-98: Al-Ain - 1998-99: Al-Wahda - 1999-00: Al-Ain - 2000-01: Al-Wahda - 2001-02: Al-Ain - 2002-03: Al-Ain - 2003-04: Al-Ain - 2004-05: Al-Wahda - 2005-06: Al-Ahli - 2006-07: Al-Wasl - 2007-08: Al-Shabab - 2008-09: Al-Ahli - 2009–10: Al-Wahda - 2010–11: Al Jazira | - 2011–12: Al-Ain - 2012–13: Al-Ain - 2013–14: Al-Ahli - 2014–15: Al-Ain - 2015–16: Al-Ahli - 2016–17: Al Jazira - 2017–18: Al Ain - 2018–19: Al-Sharjah - 2019–20: Anulat - 2020–21: Al Jazira - 2021–22: Al Ain |

### Performanță după club
| Club       | Trofee |
| ---------- | ------ |
| Al-Ain     | 14     |
| Al-Wasl    | 7      |
| Al-Ahli    | 7      |
| Al-Sharjah | 6      |
| Al-Wahda   | 4      |
| Al-Jazira  | 3      |
| Al-Nasr    | 3      |
| Al-Shabbab | 3      |

## Golgheteri
Aceasta este lista cu golgheterii campionatului sezon cu sezon.
| Sezon   | Jucător                | Club            | Goluri |
| ------- | ---------------------- | --------------- | ------ |
| 2004–05 | Valder Anderson        | Al-Nasr Sharjah | 23     |
| 2005–06 | Anderson               | Sharjah         | 19     |
| 2006–07 | Anderson               | Al Wasl         | 19     |
| 2007–08 | Faisal Khalil Anderson | Al-Ahli Sharjah | 16     |
| 2008–09 | Fernando Baiano        | Al-Jazira       | 25     |
| 2009–10 | José Sand              | Al Ain          | 24     |
| 2010–11 | André Senghor          | Baniyas         | 18     |
| 2011–12 | Asamoah Gyan           | Al Ain          | 22     |
| 2012–13 | Asamoah Gyan           | Al Ain          | 31     |
| 2013–14 | Asamoah Gyan           | Al Ain          | 29     |
| 2014–15 | Mirko Vučinić          | Al Jazira       | 25     |
| 2015–16 | Sebastián Tagliabué    | Al Wahda        | 25     |
| 2016–17 | Ali Mabkhout           | Al Jazira       | 33     |
| 2017–18 | Marcus Berg            | Al Ain          | 25     |
| 2018–19 | Omar Ashraf            | Baniyas         | 19     |
| 2019–20 | Kodjo Fo-Doh Laba      | Al Ain          | 19     |
| 2020–21 | Ali Mabkhout           | Al Jazira       | 25     |